# Höegh Giant
Höegh Giant – плавуча установка з регазифікації та зберігання (Floating storage and regasification unit, FSRU) зрідженого природного газу (ЗПГ), споруджена для норвезької компанії Höegh.

## Загальні дані
Судно спорудили в 2017 році на верфі південнокорейської Hyundai Heavy Industries.
Розміщена на борту Hoegh Giant регазифікаційна установка здатна видавати 21,2 млн м3 на добу, а зберігання ЗПГ відбувається у резервуарах загальним об’ємом 170032 м3. За необхідності, судно може використовуватись як звичайний ЗПГ-танкер.
Судно може пересуватись до місця призначення зі швидкістю 18 вузлів.

## Історія служби
Ще до завершення судна, у 2016 році, його законтрактували для регазифікаційного терміналу, який хотіла спорудити компанія Quantum Power Ghana Gas у ганському порту Тема. Навесні 2017-го Höegh передала Höegh Giant у короткотерміновий фрахт як ЗПГ-танкер, розраховуючи почати його використання в Гані з середині 2018 року. Втім, Quantum Power так і не спромоглась реалізувати свій проект, і в лютому 2018-го уклали трирічний контракт з іспанською Gas Natural Fenosa на використання Höegh Giant як ЗПГ-танкеру.
Невдовзі щодо установки виникли плани використати її на регазифікаційному терміналі компанії AGL Energy у австралійському Кріб-Пойнт. Втім, цей проект посувався із затримками через спротив екологічних активістів і в підсумку для нього вирішили задіяти іншу установку тієї є компані Höegh Esperanza, технологічна схема якої краще підходила до природоохоронних вимог штату Вікторія (а в 2021-му проект взагалі скасували). 
В квітні 2021-го "Höegh Giant" прибула для роботи на індійському терміналі в Джайгарху (узбережжя штату Махараштра), з власником якого Höegh має десятирічний контракт. Втім, на цей раз ввести термінал в дію не вдалось (так само, як і в 2018 та 2020 роках, коли сюди присилали установку "Cape Ann").